# Le donne chi sono
Le donne chi sono è un album della cantante italiana Flavia Fortunato, pubblicato dall'etichetta discografica Fonit Cetra nel 1991.
Il disco, disponibile su long playing, musicassetta e compact disc, è prodotto da Gianni Marsili. Gli arrangiamenti sono di Alessandro Centofanti ad eccezione che per il brano Lettera da Saigon, curato da Alex Lucci.

## Tracce

### Lato A
1. Se l'amore fosse
2. Le donne chi sono
3. Venere in blue jeans
4. Mozart
5. Il vento

### Lato B
1. Molto di più
2. Solo lei
3. Pezzi di cuore
4. Lettera da Saigon